# Домашний чемпионат Великобритании 1979/1980
Домашний чемпионат Великобритании 1979/80 (англ. 1979–80 British Home Championship), или Домашний международный чемпионат 1979/80 (англ. 1979–80 Home International Championship) — восемьдесят пятый розыгрыш Домашнего чемпионата, футбольного турнира с участием сборных четырёх стран Великобритании (Англии, Шотландии, Уэльса и Северной Ирландии). Победу в турнире одержала сборная Северной Ирландии.
Турнир начался в Белфасте 16 мая 1980 года, когда Северная Ирландия обыграла Шотландию со счётом 1:0. На следующий день Уэльс в Рексеме разгромил Англию со счётом 4:1. 20 мая Англия в Лондоне сыграла вничью с Северной Ирландией (1:1), а 21 мая Шотландия в Глазго обыграла Уэльс (1:0). 23 мая Северная Ирландия на выезде обыграла Уэльс (1:0), обеспечив себе победу в турнире, а на следующий день Англия на выезде обыграла Шотландию (2:0).
Для североирландцев это была только вторая «единоличная» победа в Домашнем чемпионате (после победы объединённой сборной Ирландии в 1914 году) и седьмой триумф в турнире, если учитывать «разделённые» победы.

## Турнирная таблица
| Поз | Команда               | И | В | Н | П | МЗ | МП | РМ | О |
| --- | --------------------- | - | - | - | - | -- | -- | -- | - |
| 1   | Северная Ирландия (Ч) | 3 | 2 | 1 | 0 | 3  | 1  | +2 | 5 |
| 2   | Англия                | 3 | 1 | 1 | 1 | 4  | 5  | −1 | 3 |
| 3   | Уэльс                 | 3 | 1 | 0 | 2 | 4  | 3  | +1 | 2 |
| 4   | Шотландия             | 3 | 1 | 0 | 2 | 1  | 3  | −2 | 2 |

## Результаты матчей
| Северная Ирландия | 1:0     | Шотландия |
| ----------------- | ------- | --------- |
| Хэмилтон 36′      | (отчёт) |           |

| Уэльс                                                    | 4:1     | Англия      |
| -------------------------------------------------------- | ------- | ----------- |
| - Томас 19′ - Уолш 31′ - Джеймс 61′ - Томпсон 66′ (авт.) | (отчёт) | Маринер 16′ |

| Англия                | 1:1     | Северная Ирландия |
| --------------------- | ------- | ----------------- |
| Брадерстон 81′ (авт.) | (отчёт) | Кокран 83′        |

| Шотландия  | 1:0     | Уэльс |
| ---------- | ------- | ----- |
| Миллер 26′ | (отчёт) |       |

| Уэльс | 0:1     | Северная Ирландия |
| ----- | ------- | ----------------- |
|       | (отчёт) | Брадерстон 22′    |

| Шотландия | 0:2     | Англия                     |
| --------- | ------- | -------------------------- |
|           | (отчёт) | - Брукинг 8′ - Коппелл 76′ |

## Победитель
| Победитель Домашнего чемпионата 1979/80 |
| Северная Ирландия Седьмой титул         |

## Состав победителей
Сборная Северной Ирландии
Главный тренер:  Билли Бингем
| Поз. | Игрок              | Дата рождения    | Игры | Голы | Минуты | ШОТ | АНГ | УЭЛ | Клуб                 |
| ---- | ------------------ | ---------------- | ---- | ---- | ------ | --- | --- | --- | -------------------- |
| Вр   | Джим Платт         | 26 января 1952   | 3    | 0    | 270    | 90  | 90  | 90  | Мидлсбро             |
| Защ  | Джимми Николл      | 28 декабря 1956  | 3    | 0    | 270    | 90  | 90  | 90  | Манчестер Юнайтед    |
| Защ  | Джон О’Нилл        | 11 марта 1958    | 3    | 0    | 270    | 90  | 90  | 90  | Лестер Сити          |
| Защ  | Крис Николл        | 12 октября 1946  | 3    | 0    | 270    | 90  | 90  | 90  | Саутгемптон          |
| Защ  | Мэл Донахи         | 13 сентября 1957 | 3    | 0    | 270    | 90  | 90  | 90  | Лутон Таун           |
| Защ  | Джон Макклелланд   | 7 декабря 1955   | 1    | 0    | 38     | 38  | −   | −   | Мансфилд Таун        |
| ПЗ   | Томми Кэссиди      | 18 ноября 1950   | 3    | 0    | 144+   | 70  | 73  | ?   | Ньюкасл Юнайтед      |
| ПЗ   | Дэвид Маккрири     | 16 сентября 1957 | 3    | 0    | 58+    | 30  | 27  | ?   | Куинз Парк Рейнджерс |
| ПЗ   | Сэмми Макилрой (к) | 2 августа 1954   | 3    | 0    | 270    | 90  | 90  | 90  | Манчестер Юнайтед    |
| ПЗ   | Билли Хэмилтон     | 9 мая 1957       | 3    | 1    | 126+   | 52  | 73  | ?   | Бернли               |
| ПЗ   | Терри Кокран       | 23 января 1953   | 2    | 1    | 18+    | −   | 17  | ?   | Мидлсбро             |
| ПЗ   | Томми Финни        | 6 ноября 1952    | 3    | 0    | 270    | 90  | 90  | 90  | Кембридж Юнайтед     |
| Нап  | Джерри Армстронг   | 23 мая 1954      | 3    | 0    | 270    | 90  | 90  | 90  | Тоттенхэм Хотспур    |
| Нап  | Ноэл Брадерстон    | 18 ноября 1956   | 3    | 1    | 270    | 90  | 90  | 90  | Блэкберн Роверс      |

1. ↑  Томми Кэссиди вышел в стартовом составе 23 мая 1980 года, по ходу игры был заменён на Дэвида Маккрири, время замены неизвестно.
2. ↑  Дэвид Маккрири вышел на замену Томми Кэссиди 23 мая 1980 года, время замены неизвестно.
3. ↑  Билли Хэмилтон вышел в стартовом составе 23 мая 1980 года, по ходу игры был заменён на Терри Кокрана, время замены неизвестно.
4. ↑  Терри Кокран вышел на замену Билли Хэмилтону 23 мая 1980 года, время замены неизвестно.

## Бомбардиры
- 1 гол
  -  Тревор Брукинг
  -  Стив Коппелл
  -  Пол Маринер
  -  Ноэл Брадерстон
  -  Терри Кокран[англ.]
  -  Билли Хэмилтон
  -  Лейтон Джеймс
  -  Мики Томас
  -  Иан Уолш
  -  Вилли Миллер